# Бергузар Корел
Бергузар Гјокче Корел (тур. Bergüzar Gökçe Korel) је турска глумица. Рођена је 27. августа 1982. године у Истанбулу у Турској. Она је једна од најпопуларнијих глумица у Турској.

## Каријера
Корел је дебитовала као Лејла у филму Kurtlar Vadisi: Irak (Долина вукова: Ирак) са Били Зејном. Привукла је велику пажњу улогом Шехерезаде Евлијаоглу у серији Хиљаду и једна ноћ. Појавила се у серији Сулејман Величанствени као гостујућа улога Монике Тересе у једној епизоди (24. епизода). Године 2012. играла је као Фериде Шадоглу заједно са Кенаном Имирзалиоглуом у популарној серији Карадаји.